# Koldioxidskatt
Koldioxidskatt är en skatt som tas ut på icke hållbara bränslen utifrån deras innehåll av kol, som vid förbränning orsakar utsläpp av koldioxid. Denna skatt används i Sverige som ett ekonomiskt styrmedel med syftet att minska användningen av fossil energi och fossila utsläpp.

## Värdering av utsläpp av koldioxid och koldioxidekvivalenter
Det finns flera uppskattningar av hur mycket utsläppen av växthusgaser kostar samhället och hur dessa ska beräknas. Det är avgörande för att bestämma nivån på koldioxidskatten om man vill att skatten ska motsvara de skador som uppstår av utsläppen.
Trafikverket har i kapitel 12 i rapporten ”Analysmetod och samhällsekonomiska kalkylvärden för transportsektorn”, även kallad ASEK-rapporten, presenterat de samhällsekonomiska kalkylvärden som bör användas i transportsektorns samhällsekonomiska analyser. ASEK rekommenderar ett kalkylvärde på 1,14 kr per kilo utsläpp av koldioxid, baserat på nivån på koldioxidskatten. I rapporten tar flera värderingsmetoder upp och svårigheterna att värdera utsläpp. Om man använder en skadekostnadsansats så beräknar man värderingen utifrån marginalkostnaden för de långsiktiga skadeverkningarna av koldioxidutsläpp. Beroende på bland annat vilka effekter och vilka etiska val som görs har ekonomer kommit fram till värderingar av kostnaden mellan 10 öre och 12 kr per kilo utsläpp av koldioxid och koldioxidekvivalenter. Rapporten tar även upp andra värderingsmetoder som inte är kopplade till skadeverkningarna av koldioxidutsläpp, det kan till exempel handla om fastställda politiska mål eller marknadspriser.
Värderingen är alltså till stor del beroende på vilken värderingsmodell som används, vilken diskonteringsränta man använder, om man tar med alla risker för större katastrofer och om man värderar mänskligt liv rättvist. Även ackumulerade effekter på ekonomin har uppmärksammats.

### European Union Emissions Trading System, EU ETS
EU:s handel med utsläppsrätter är ett marknadssystem för att sätta ett pris på utsläpp inom visa sektorer inom EU. Naturvårdsverket är tillståndsmyndighet, fattar beslut om tilldelning av utsläppsrätter, är tillsynsmyndighet och ansvarar för uppföljning av företagens årliga rapportering av utsläpp av växthusgaser.

## Koldioxidskatt i världen
De skandinaviska länderna, Storbritannien och Nederländerna är några av de länder som har koldioxidskatt. Enligt OECD så är koldioxidskatt och handelssystem för utsläpp de billigaste sätten att minska koldioxidutsläpp. Ett stort antal ekonomer verksamma i USA har också uttalat sig för en koldioxidavgift som skulle betalas tillbaka till medborgarna.
Det första landet som avskaffade koldioxidskatt var Australien, som i juli 2014 beslutade att avskaffa skatten med 39 röster mot 32 i senaten.

## Koldioxidskatt i Sverige
Koldioxidskatten är en svensk punktskatt som tas ut på bränslen för motordrift och vissa bränslen enligt lagen (1994:1776) om skatt på energi, som trädde i kraft 1995-01-01, samtidigt som Sverige anslöt sig till Europeiska unionen. Sverige har dock haft koldioxidskatt sedan 1991 genom Lag (1990:582) om koldioxidskatt och när den infördes var skatten 25 öre/kg koldioxid.
De skattepliktiga bränslena är bensin, olja, gasol, naturgas, kol och koks. Hushållsavfall som förbränns för uppvärmning var skattepliktigt och implementerades 2006, men togs bort igen 2010. En ny skatt på all avfallsförbränning, förutom farligt avfall, implementerades 1 april 2020, man räknar därvid att hushållsavfallet innehåller 12,6 viktprocent fossil energi. 
Koldioxidskatten var under 2015 1,12kr per kg CO2.
Skatten har fått erkännande för att den styrt det svenska samhället till ett miljövänligare och klimatvänligare samhälle, då den gjorde föroreningar dyrare och gjorde att energieffektivare lösningar söktes.

### Argument för sänkt koldioxidskatt
Ett argumentet som förts fram av den Timbro-ansluta nationalekonomen Jacob Lundberg är att skatten inte motsvarar de sociala kostnader som utsläppen beräknas kosta enligt forskning.

### Argument för höjd koldioxidskatt
Argument för ökad koldioxidskatt är vilken effekt den ger och hur den kan användas för grön skatteväxling. Där effekterna blir minskade utsläpp och intäkter som kan användas till omställning i till exempel transportsektorn.